# 马群车辆段
马群车辆段是南京地铁2号线的一座车辆段，位于南京栖霞区。

## 概况
马群车辆段位于宁铜铁路正线左侧，靠近马群站附近。其主要任务是承担全2号线地铁车辆的架修、定修和本线大部分配属车辆的停放、运用、列检、列车整备和月修等工作任务，并负责调试部分南京地铁线路车辆。
马群车辆段现有备品备件库、联合检修库、易燃品库3库，总面积4014平方米，并已申请增加加油站1座及室外硬化场地2000平方米。其中备品备件库与综合检修库毗邻，联合检修库与联合检修库一体。

## 历史
在2002年南京地铁2号线初步规划时，马群车辆段选址即确定。在2号线施工过程中，由于马群车辆段的高架轨道距离宁杭公路北侧居民楼太近，为了尊重民意，地铁部门决定将这条高架向东挪动100多米。车辆段于2010年随2号线建成投入使用。
2020年7月30日，马群车辆段完成5G实验网覆盖测试。
2021年，车辆段进行了部分改造以适应2号线西延线建成通车。